# Isla Ymer
La isla Ymer (en danés: YmerØ) es una isla costera localizada en aguas del mar de Groenlandia, frente a la costa nororiental de Groenlandia. Tiene una superficie de 2 437 km², que la convierten en la quinta isla mayor de Groenlandia y en la 183ª del mundo. 
Está separada de la isla de la Sociedad Geográfica, al sureste,  por los estrechos marinos del Vega Sund y el Sofia Sund. 
La isla Ymer es parte del Parque Nacional del noreste de Groenlandia (que comprende toda la parte nordeste de Groenlandia) y está deshabitada. Su punto más alto es Angelin Bjerg, con 1900 m.
La isla fue nombrada por el gigante Ymir, el antepasado de los jotuns. 